# Richard Dashut
Richard Dashut é um produtor musical conhecido por trabalhar em vários álbuns da banda Fleetwood Mac, incluindo a produção musical de alguns dos seus álbuns mais notórios, como Rumours (1977), Tusk (1979) e Tango in the Night (1987).
Além disso, Richard foi co-autor de várias canções do Fleetwood Mac em parceria com o vocalista e guitarrista Lindsey Buckingham, e trabalhou com o músico em carreira solo. Dashut também trabalhou com Christine McVie, The Dream Academy, Stevie Nicks e Bob Welch.